# 잠 못드는 밤을 안고
〈잠 못드는 밤을 안고〉(일본어: 眠れない夜を抱いて)는 일본의 밴드 ZARD의 네 번째 싱글이자 3집 앨범 《HOLD ME》의 선행 싱글이며, 1992년 8월 5일 발표되었다. (8cm CD: PODH-1087, POSH-1087) 곡의 작사는 사카이 이즈미, 작곡은 오다 테츠로, 편곡은 아카시 마사오와 이케다 다이스케(池田大介)가 도맡았는데, 이케다는 이를 시작으로 ZARD의 여러 곡에 참여한다. 이 곡은 TV 아사히에서 방송되던 와이드쇼 《투나잇》의 엔딩 테마로 사용되었다.
B사이드 곡인 〈Dangerous Tonight〉은 사카이 이즈미가 작사하고, 쿠리바야시 세이이치로가 작곡, 아카시 마사오가 편곡했다.
ZARD는 활동 중에 방송에 출연한 적이 거의 없으며, 단 7회만 TV에 모습을 보인 것으로 알려져있다. 〈잠 못드는 밤을 안고〉는 TV 프로그램에 등장했던 ZARD 최초의 싱글이고, 이 곡으로 총 4번 출연했다. 그 중 3회는 TV 아사히의 음악 프로그램인 《뮤직 스테이션》이며, 각각 1992년 8월 7일, 28일, 9월 18일 방송분에 출연했다. 나머지 1회는 후지 TV의 《사운드 아레나》로서 동년 9월 9일 방송되었다.
싱글은 오리콘 차트 주간 싱글차트 8위에 올랐으며, 17주간 순위에 머물렀다. 이는 데뷔작인 〈Good-bye My Loneliness〉 이후로 처음으로 주간 차트 10위권 내에 이름을 올린 싱글 앨범이 되며, 〈잠 못드는 밤을 안고〉 이후로 발표한 40여장의 싱글 앨범들은 모두 주간 차트 10위권 내에 들었다. 한편, 곡의 저작권이 폴리도르 레코드에서 B-Gram RECORDS로 옮겨지며 1993년 9월 1일 싱글이 재발매되었다. (8cm CD: BGDH-1013)

## 수록곡
| #             | 제목                                             | 작사          | 작곡                  | 편곡                            | 재생 시간 |
| ------------- | ------------------------------------------------ | ------------- | --------------------- | ------------------------------- | --------- |
| 1.            | 〈〈잠 못드는 밤을 안고〉〉 (眠れない夜を抱いて) | 사카이 이즈미 | 오다 테츠로           | 아카시 마사오 / 이케다 다이스케 | 4:26      |
| 2.            | 〈〈Dangerous Tonight〉〉                        | 사카이 이즈미 | 쿠리바야시 세이이치로 | 아카시 마사오                   | 4:12      |
| 3.            | 〈〈잠 못드는 밤을 안고〉〉 (Original Karaoke)   |               |                       |                                 | 4:28      |
| 4.            | 〈〈Dangerous Tonight〉〉 (Original Karaoke)     |               |                       |                                 | 4:13      |
| 총 재생 시간: | 총 재생 시간:                                    | 총 재생 시간: | 총 재생 시간:         | 총 재생 시간:                   | 17:19     |

## 발매 일정
| 버전                                  | 일정           | 레이블          | 포맷               |
| ------------------------------------- | -------------- | --------------- | ------------------ |
| 〈잠 못드는 밤을 안고〉               | 1992년 8월 5일 | 폴리도르 레코드 | 8cm CD (PODH-1087) |
| 〈잠 못드는 밤을 안고〉               | 1992년 8월 5일 | 폴리도르 레코드 | 8cm CD (POSH-1087) |
| 〈잠 못드는 밤을 안고〉 (저작권 이전) | 1993년 9월 1일 | B-Gram RECORDS  | 8cm CD (BGDH-1013) |